# Rectoria d'Hostalric
La Rectoria d'Hostalric és un habitatge entre mitgeres del nucli urbà d'Hostalric (Selva). Forma part de l'Inventari del Patrimoni Arquitectònic de Catalunya.

## Descripció
Consta de planta baixa i tres pisos. La façana està arrebossada i pintada de color ocre. A la planta baixa, hi ha dues arcades de mig punt, una de les quals ha estat reconvertida en finestra, i amb decoracions vegetals en guix sobre la llinda. Al primer pis hi ha dues obertures amb motllura de guix, que tenen un balcó amb barana de ferro forjat que ocupa quasi tota la façana. Sobre les obertures tornem a trobar ornamentacions florals de guix. El segon pis segueix la mateixa estructura que el primer, però el balcó queda sustentat per unes mènsules. El tercer pis, separat visualment de la resta, per una contundent cornisa, fou afegit posteriorment i només té dues senzilles finestres.